# Partidul Socialiștilor Europeni
Partidul Socialiștilor Europeni (Party of European Socialists în engleză, Parti socialiste européen în franceză, Sozialdemokratische Partei Europas în germană; alte denumiri oficiale: vezi mai jos) este un partid politic european care este compus din 33 de partide social-democrate, socialiste și laburiste din statele membre ale Uniunii Europene plus Norvegia.
Partidul Social Democrat din România este membru cu drepturi depline al PSE-ului.
PSE-ul a fost fondat în 1992 la Haga ca succesor al Confederației Partidelor Socialiste a Comunității Europene. Președintele actual al partidului este Poul Nyrup Rasmussen, fostul prim-ministru al Danemarcei.
PSE-ul este al doilea cel mai mare partid din Parlamentul European, cu 201 de membri. Președintele grupei socialiste parlamentare este social-democratul german Martin Schulz.
Din iulie 2004 până în ianuarie 2007 președintele Parlamentului European a fost socialistul spaniol Josep Borrell.

## Nume
În afară de versiunea în limba română, următoarele nume sunt oficiale și utilizate în limbile respective:
- Albaneză: Partia e Socialistëve Europianë
- Bosniacă: Stranka evropskih socijalista
- Bulgară: Партия на европейските социалисти, Partija na evropejskite socialisti
- Cehă: Strana evropských socialistů
- Croată: Stranka europskih socijalista
- Daneză: De Europæiske Socialdemokrater
- Engleză: Party of European Socialists
- Estonă: Euroopa Sotsialistlik Partei
- Finlandeză: Euroopan sosialidemokraattinen puolue
- Franceză: Parti socialiste européen
- Germană: Sozialdemokratische Partei Europas
- Greacă: Ευρωπαϊκό Σοσιαλιστικό Κόμμα, Eurōpaïko Sosialistiko Komma
- Irlandeză: Páirtí na Sóisialaithe Eorpach
- Islandeză: Flokkur evrópskra sósíalista
- Italiană: Partito del Socialismo Europeo
- Letonă: Eiropas Sociāldemokrātiskā partija
- Lituaniană: Europos socialistų partija
- Luxemburgheză: Partei vun den Europäesche Sozialisten
- Macedoneană: Партија на европските социјалисти, Partija na evropskite socijalisti
- Maghiară: Európai Szocialisták Pártja
- Malteză: Partit tas-Soċjalisti Ewropej
- Neerlandeză: Partij van Europese Socialisten
- Norvegiană: Det europeiske sosialdemokratiske partiet
- Poloneză: Partia Europejskich Socjalistów
- Portugheză: Partido Socialista Europeu
- Sârbă: Партија европских социјалиста, Partija evropskih socijalista
- Slovacă: Strana európskych socialistov
- Slovenă: Stranka evropskih socialistov
- Spaniolă: Partido Socialista Europeo
- Suedeză: Europeiska socialdemokratiska partiet
- Turcă: Avrupa Sosyalistler Partisi

## Personalități
- Günter Verheugen (SPD), comisar european pentru extindere
- Margot Wallström (SAP),
- Joaquín Almunia (PSOE), comisar pentru afaceri monetare
- Danuta Hübner (SLD), comisar pentru politică regională
- László Kovács  (MSZP),
- Vladimír Špidla (ČSSD), comisar pentru muncă și probleme sociale

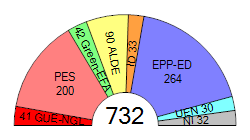
Componența Parlamentului European

## Organizația de tineret
ECOSY - Tineretul Socialist European, este organizatia de tineret a PSE.

## Istorie

### 1960
În 1961 socialiștii din Parlamentul European au încercat să redacteze un program socialist european comun, dar programul au fost neglijat din cauza cererilor Marii Britanii, Danemarcei, Irlandei și Norvegiei de a se alătura Uniunii Europene. Congresul Socialist 1962 împins la o mai mare democratizare în Parlamentul European, deși doar în 1969 că această posibilitate a fost examinată de către statele membre.

### 1970
În 1973 aderarea Danemarcei, Irlandei și Marii Britanii la Comunitatea Europeană aduce noi partide. Congresul Socialist extins s-a desfășurat la Bonn și a creat Confederația partidele socialiste ale Comunității Europene. Congresul a adoptat, de asemenea, o rezoluție privind politica socială, inclusiv dreptul la muncă, securitatea socială , democrația și egalitata în economia europeană. În 1978, Confederația Partidelor Socialiste a adoptat primul Manifest Comun pntru alegeri. Acesta s-a axat pe mai multe obiective, printre care cele mai importante fiind asigurarea dreptul la muncă decentă, lupta contra poluării, abolirea discriminării, protecția consumatorilor și promovarea păcii, a drepturilor omului și a libertăților civile.

### 1980
Congresul de la Luxemburg din 1980 a aprobat primul statut al Confederației Partidelor Socialiste. Aderarea Greciei în 1981, urmată de Spania și Portugalia în 1986 a adus în mai multe partide. În 1984, un alt manifest comun electoral socialist a fost aprobat la un congres în Luxemburg. Manifestul a propus un remediu socialist pentru criza economică prin stabilirea unei legături între producția industrială, protecția beneficiilor sociale fundamentale și lupta pentru o viață mai bună.

### 1990
În 1992, odată cu transformarea CEE în Uniunea Europeană, Tratatul de la Maastricht a adoptat instituirea partidelor politice la nivel european, iar Confederația și-a schimbat denumiea în Partidul Socialiștilor Europeni. Primul program al partidului s-a concentrat pe crearea de locuri de muncă, lupta împotriva discriminării bazate pe sex, protecția mediului și a consumatorilor, reglementarea imigrației, combaterea rasismului și crimei organizate.

### 2000
În 2004 Poul Nyrup Rasmussen l-a învins Giuliano Amato în cursa pentru președinția PES. El a fost reales pentru 2 ani la Congresul PES de la Porto din 8 decembrie 2006 și cu încă 2 ani la Congresul de la Praga din 2009. În 2007, aderarea României și Bulgariei aduce noi partide.
Rasmussen a demisionat la Convenția progresivă PES de la Bruxelles din 24 noiembrie 2011, și a fost înlocuit cu Serghei Dmitrievich Stanishev, liderul Partidului Socialist Bulgar (BSP), ales președinte interimar PES, prin aclamare, de către președinția PES.
În aceeași zi Consiliul PES a luat decizia ca urmatorul candidat PSE pentru Președintele Comisiei ar fi ales în mod democratic printr-un PES prezidențiale primar au loc în ianuarie 2014.

### Congresul PSE la București in septembrie 2012
Partidul Socialist European (PSE) își organizează următorul Congres la București pe 28 și 29 septembrie 2012. Aceste congrese sunt organizate la  doi ani și jumătate, o dată în anul alegerilor europene și o dată la jumătatea mandatului. Congresul de la București din septembrie urmărește să aleagă un nou lider și să pregătească alegerile europene din 2014. Acest congres urmează, de asemenea, să adopte un proces prezentat de socialiști ca fiind mai democratic și mai transparent pentru alegerea candidatului acestora la Președinția Comisiei Europene în 2014. Socialiștii speră să îi poată succeda lui Jose Luis Barroso beneficiind de eșecul dreptelor europene de a scoate Europa din criză.
Organizare acest congres la București, după alegeri extrem de contestate în România este destul de controversat.